# Brat zastępowy
Den Brother (2010) – film z kanonu Disney Channel Original Movie, w którym występuje Hutch Dano oraz G. Hannelius. Premiera filmu w USA odbyła się 13 sierpnia 2010 roku.

## Fabuła
Alex Pearson jest gorliwym, szkolnym graczem hokeja, który próbuje zwrócić na siebie uwagę najpiękniejszej dziewczyny w szkole – Matisse Burrows. Po popisie na meczu zostaje on zawieszony. Jego ojciec żąda, aby chłopak opiekował się grupą harcerek "Girl Bumble Bee", do której należy jego siostra. Później zostaje nieoficjalnie członkiem grupy, gdy opiekując się dziewczynkami udaje panią Zamboni – nową opiekunkę drużyny.

## Obsada
- Hutch Dano jako Alex Pearson
- Genevieve Hannelius jako Emily Pearson
- Vicki Lewis jako Dina Tracey
- Kelsey Chow jako Matisse Burrows
- David Lambert jako Danny "Goose" Gustavo
- Taylar Hender jako Abigail Crichlow
- Kiara Muhammad jako Ursula Kendall
- Haley Tju jako Haley Patricia
- Maurice Godin jako Profesor Pearson

## Wersja polska
Wersja polska: SDI Media Polska

Reżyseria: Artur Kaczmarski

Wystąpili:
- Marcin Mroziński – Alex Pearson
- Justyna Bojczuk – Emily Pearson
- Lucyna Malec – Dina Tracey
- Miłogost Reczek – Profesor Pearson
- Waldemar Barwiński – Trener Drużyny
- Joanna Pach
- Damian Łukawski
- Milena Suszyńska
- Martyna Sommer
- Elżbieta Gaertner
- Andrzej Blumenfeld
- Maria Steciuk
- Natalia Jankiewicz
- Joanna Kopiec
- Artur Kaczmarski
- Zbigniew Kozłowski
- Anna Wodzyńska
- Sebastian Cybulski
- Hanna Kinder-Kiss
- Bożena Furczyk
- Barbara Prokopowicz
- Tomasz Jarosz
- Klaudiusz Kaufmann
- Mikołaj Klimek
- Piotr Wawer

i inni
Lektor: Artur Kaczmarski